# Liga Nordeste de Futsal de 2019
A Liga Nordeste de Futsal de 2019 (ou ainda LNeF 2019) é a 15ª edição da competição, que é a principal entre clubes do futsal profissional na região do Nordeste brasileiro, desde sua criação em 2005. As tabela foi anunciada em  novembro de 2019, sendo que a temporada iniciou-se em 4 de novembro de 2019, está programada para terminar em 9 de novembro de 2019.
O Brejo do Cruz da Paraíba não participou da temporada para defender o título da Liga Nordeste de 2018, sendo o único campeão da competição no estado.

## Fórmula de Disputa

### Primeira Fase
Na Primeira Fase da LNeF 2019, são divididos em 3 grupos com 4 clubes cada, os clubes jogam entre si em turno único. Os 2 melhores classificam-se direto para as Oitavas-de-finais, segue a fase de mata-mata do torneio.
- Ginásio sede:  Teresina, Ginásio Verdão (8.000)

| TeresinaLocalização da sede no Estado. |

## Participantes
Um total de 12 franquias disputam a Liga Nordeste de Futsal na temporada 2019.
| UF         | Clube                | Cidade               | Títulos        |
| ---------- | -------------------- | -------------------- | -------------- |
| Ceará      | Ceará                | Fortaleza            | 0 (Não possuí) |
| Ceará      | Eusébio              | Eusébio              | 0 (Não possuí) |
| Ceará      | Camel/Pires Ferreira | Pires Ferreira       | 0 (Não possuí) |
| Maranhão   | Balsas               | Balsas               | 0 (Não possuí) |
| Maranhão   | Sampaio Araiosense   | Araioses             | 0 (Não possuí) |
| Pernambuco | Garapa               | Petrolina            | 0 (Não possuí) |
| Pernambuco | Tamandaré Futsal     | Tamandaré            | 0 (Não possuí) |
| Sergipe    | Itabaiana            | Itabaiana            | 0 (Não possuí) |
| Sergipe    | Lagarto              | Lagarto              | 1 (em: 2012)   |
| Piauí      | AABB                 | Teresina             | 0 (Não possuí) |
| Piauí      | Campo Largo          | Campo Largo do Piauí | 0 (Não possuí) |
| Piauí      | JES Ladim            | Teresina             | 0 (Não possuí) |

- Alagoas,  Bahia e  Paraíba não mandou representante para a edição de 2019

## Primeira Fase

### Grupo A

#### Resultados
| 4 de novembro de 2019 | Balsas | 1 – 6 | Tamandaré Futsal | Ginásio Verdão, Teresina |
| 16:00                 |        |       |                  |                          |

| 4 de novembro de 2019 | Camel/Pires Ferreira | 3 – 1 | AABB | Ginásio Verdão, Teresina |
| 19:00                 |                      |       |      |                          |

| 5 de novembro de 2019 | Tamandaré Futsal | 1 – 2 | Camel/Pires Ferreira | Ginásio Verdão, Teresina |
| 15:00                 |                  |       |                      |                          |

| 5 de novembro de 2019 | AABB | 2 – 0 | Balsas | Ginásio Verdão, Teresina |
| 19:30                 |      |       |        |                          |

| 6 de novembro de 2019 | Camel/Pires Ferreira | 4 – 1 | Balsas | Ginásio Verdão, Teresina |
| 16:30                 |                      |       |        |                          |

| 6 de novembro de 2019 | Tamandaré Futsal | 6 – 2 | AABB | Ginásio Verdão, Teresina |
| 19:30                 |                  |       |      |                          |

### Grupo B

#### Resultados
| 4 de novembro de 2019 | Eusébio | 3 – 1 | Garapa | Ginásio Verdão, Teresina |
| 9:00                  |         |       |        |                          |

| 4 de novembro de 2019 | Campo Largo | 2 – 2 | Itabaiana | Ginásio Verdão, Teresina |
| 10:30                 |             |       |           |                          |

| 5 de novembro de 2019 | Garapa | 7 – 1 | Itabaiana | Ginásio Verdão, Teresina |
| 9:00                  |        |       |           |                          |

| 5 de novembro de 2019 | Eusébio | 4 – 6 | Campo Largo | Ginásio Verdão, Teresina |
| 10:30                 |         |       |             |                          |

| 6 de novembro de 2019 | Itabaiana | 2 – 6 | Eusébio | Ginásio Verdão, Teresina |
| 9:00                  |           |       |         |                          |

| 6 de novembro de 2019 | Campo Largo | 1 – 2 | Garapa | Ginásio Verdão, Teresina |
| 10:30                 |             |       |        |                          |

### Grupo C

#### Resultados
| 4 de novembro de 2019 | Ceará | 4 – 2 | Lagarto | Ginásio Verdão, Teresina |
| 16:30                 |       |       |         |                          |

| 4 de novembro de 2019 | JES Ladim | 5 – 2 | Sampaio Araiosense | Ginásio Verdão, Teresina |
| 17:30                 |           |       |                    |                          |

| 5 de novembro de 2019 | Ceará | 4 – 2 | Sampaio Araiosense | Ginásio Verdão, Teresina |
| 16:30                 |       |       |                    |                          |

| 5 de novembro de 2019 | Lagarto | 3 – 3 | JES Ladim | Ginásio Verdão, Teresina |
| 18:00                 |         |       |           |                          |

| 6 de novembro de 2019 | Sampaio Araiosense | 4 – 3 | Lagarto | Ginásio Verdão, Teresina |
| 15:00                 |                    |       |         |                          |

| 6 de novembro de 2019 | JES Ladim | 2 – 2 | Ceará | Ginásio Verdão, Teresina |
| 18:00                 |           |       |       |                          |

## Fase Final
Em itálico, os times que possuem o mando de quadra no primeiro jogo do confronto e em negrito os times classificados.
|  | Quartas-de-final     | Quartas-de-final | Quartas-de-final | Quartas-de-final |   |         | Semifinais    | Semifinais    | Semifinais    | Semifinais    |  |       | Final         | Final         | Final         | Final         |  |  |
|  | 7 de novembro        | 7 de novembro    | 7 de novembro    | 7 de novembro    |   |         | 8 de novembro | 8 de novembro | 8 de novembro | 8 de novembro |  |       | 9 de novembro | 9 de novembro | 9 de novembro | 9 de novembro |  |  |
|  |                      |                  |                  |                  |   |         |               |               |               |               |  |       |               |               |               |               |  |  |
|  | Camel/Pires Ferreira | -                | -                | 2                |   |         |               |               |               |               |  |       |               |               |               |               |  |  |
|  | Garapa               | -                | -                | 4                |   |         |               |               |               |               |  |       |               |               |               |               |  |  |
|  | Garapa               | -                | -                | 4                |   | Garapa  | -             | -             | 0             |               |  |       |               |               |               |               |  |  |
|  |                      |                  |                  |                  |   | Garapa  | -             | -             | 0             |               |  |       |               |               |               |               |  |  |
|  |                      | Ceará            | -                | -                | 1 |         |               |               |               |               |  |       |               |               |               |               |  |  |
|  | Eusébio              | Ceará            | -                | -                | 1 | -       | -             | 4             |               |               |  |       |               |               |               |               |  |  |
|  | Eusébio              |                  |                  |                  |   | -       | -             | 4             |               |               |  |       |               |               |               |               |  |  |
|  | Campo Largo          | -                | -                | 3                |   |         |               |               |               |               |  |       |               |               |               |               |  |  |
|  | Campo Largo          | -                | -                | 3                |   |         |               |               |               |               |  | Ceará | -             | -             | 3             |               |  |  |
|  |                      |                  |                  |                  |   |         |               |               |               |               |  | Ceará | -             | -             | 3             |               |  |  |
|  |                      | JES Ladim        | -                | -                | 2 |         |               |               |               |               |  |       |               |               |               |               |  |  |
|  | Ceará                | JES Ladim        | -                | -                | 2 | -       | -             | 3             |               |               |  |       |               |               |               |               |  |  |
|  | Ceará                |                  |                  |                  |   | -       | -             | 3             |               |               |  |       |               |               |               |               |  |  |
|  | Sampaio Araiosense   | -                | -                | 2                |   |         |               |               |               |               |  |       |               |               |               |               |  |  |
|  | Sampaio Araiosense   | -                | -                | 2                |   | Eusébio | -             | -             | 0             |               |  |       |               |               |               |               |  |  |
|  |                      |                  |                  |                  |   | Eusébio | -             | -             | 0             |               |  |       |               |               |               |               |  |  |
|  |                      | JES Ladim        | -                | -                | 3 |         |               |               |               |               |  |       |               |               |               |               |  |  |
|  | Tamandaré Futsal     | JES Ladim        | -                | -                | 3 | -       | -             | 2 (2)         |               |               |  |       |               |               |               |               |  |  |
|  | Tamandaré Futsal     |                  |                  |                  |   | -       | -             | 2 (2)         |               |               |  |       |               |               |               |               |  |  |
|  | JES Ladim            | -                | -                | 2 (3)            |   |         |               |               |               |               |  |       |               |               |               |               |  |  |

#### Resultados
| 7 de novembro de 2019 | Camel/Pires Ferreira | 2 – 4 | Garapa | Ginásio Verdão, Teresina |
| 15:00                 |                      |       |        |                          |

| 7 de novembro de 2019 | Eusébio | 4 – 3 | Campo Largo | Ginásio Verdão, Teresina |
| 16:30                 |         |       |             |                          |

| 7 de novembro de 2019 | Ceará | 3 – 2 | Sampaio Araiosense | Ginásio Verdão, Teresina |
| 18:00                 |       |       |                    |                          |

| 7 de novembro de 2019 | Tamandaré Futsal | 2 – 2 | JES Ladim | Ginásio Verdão, Teresina |
| 19:30                 |                  |       |           |                          |

|  |       | Penalidades |
|  | 2 – 3 |             |

| 8 de novembro de 2019 | Garapa | 0 – 1 | Ceará | Ginásio Verdão, Teresina |
| 17:30                 |        |       |       |                          |

| 8 de novembro de 2019 | Eusébio | 0 – 3 | JES Ladim | Ginásio Verdão, Teresina |
| 19:00                 |         |       |           |                          |

| \| 9 de novembro de 2019 \| Ceará \| 3 – 2 \| JES Ladim \| Ginásio Verdão, Teresina \| \| 19:00 \| \| \| \| \| |       |       |           |                          |
| 9 de novembro de 2019                                                                                          | Ceará | 3 – 2 | JES Ladim | Ginásio Verdão, Teresina |
| 19:00 |       |       |           |                          |

## Premiação
| Liga Nordeste de 2019     |
| Cuiabá                    |
| ------------------------- |
| Ceará Campeão (1° título) |